# Рязанская областная дума
Ряза́нская областна́я Ду́ма — законодательный (представительный) однопалатный орган государственной власти Рязанской области, является постоянно действующим высшим и единственным органом законодательной власти области.

## Фракции
| Фракция             | Руководитель               | Кол-во депутатов |
| ------------------- | -------------------------- | ---------------- |
| Единая Россия       | Кривцов Михаил Иванович    | 29               |
| КПРФ                | Малюгин Виктор Герасимович | 2                |
| ЛДПР                | Филатова Елена Витальевна  | 3                |
| Справедливая Россия | Пупков Сергей Викторович   | 3                |

## Комитеты и комиссии
| Комитет                                                           | Руководитель                 |
| ----------------------------------------------------------------- | ---------------------------- |
| по бюджету и налогам                                              | Агапкин Михаил Иванович      |
| по вопросам государственного устройства и местного самоуправления | Панфилова Татьяна Николаевна |
| по социальным вопросам                                            | Пупков Сергей Викторович     |
| по экономическим вопросам                                         | Гусева Татьяна Васильевна    |
| по аграрным вопросам                                              | Свид Георгий Семёнович       |
| по экологии и природопользованию                                  | Дрейлих Виктор Валерьевич    |
| по имущественным и земельным отношениям                           | Крючков Виталий Анатольевич  |
| по Регламенту, мандатным вопросам и депутатской этике             | Мурог Игорь Александрович    |

## Председатели областной думы
- 7.04.2010 — Фомин Аркадий Васильевич
- 4.04.2005 — 7.04.2010 — Сидоров Владимир Карпович
- 9.04.1997 — 3.04.2005 — Федоткин Владимир Николаевич
- 6.04.1994 — 9.04.1997 — Косиков Михаил Филиппович

- принятие Устава (Основного Закона) Рязанской области и поправок к нему, принятие законов Рязанской области, их толкование, внесение в них изменений;
- принятие регламента Рязанской областной Думы, решение вопросов внутреннего распорядка деятельности Рязанской областной Думы;
- принятие решения о досрочном прекращении полномочий депутатов Рязанской областной Думы;
- избрание из числа депутатов Рязанской областной Думы Председателя Рязанской областной Думы, его первого заместителя и заместителя, а также образование и избрание комитетов и комиссий с утверждением их численного и персонального состава;
- установление законом Рязанской области по представлению Губернатора Рязанской области системы исполнительных органов государственной власти Рязанской области;
- принятие решения о недоверии (доверии) Губернатору Рязанской области;
- назначение выборов в Рязанскую областную Думу, назначение выборов Губернатора Рязанской области и голосования по отзыву Губернатора Рязанской области, назначение референдума Рязанской области;
- в пределах полномочий, определенных федеральным законом, установление порядка проведения выборов в органы местного самоуправления на территории Рязанской области;
- утверждение программ социально-экономического развития Рязанской области по представлению Губернатора Рязанской области;
- рассмотрение, утверждение областного бюджета, отчета о его исполнении, осуществление последующего контроля за его реализацией;
- рассмотрение, утверждение бюджетов территориальных государственных внебюджетных фондов, отчетов об их исполнении, осуществление последующего контроля за их реализацией;
- по представлению Губернатора Рязанской области либо при наличии его заключения принятие законов Рязанской области о введении или об отмене налогов, освобождении от их уплаты, изменении финансовых обязательств Рязанской области, других законов Рязанской области, предусматривающих расходы, покрываемые за счет средств областного бюджета;
- установление законодательного порядка управления и распоряжения собственностью Рязанской области, в том числе долями (паями, акциями) Рязанской области в капиталах хозяйственных обществ, товариществ и предприятий иных организационно-правовых форм;
- осуществление правового регулирования вопросов местного самоуправления в соответствии с Конституцией Российской Федерации и федеральным законодательством, утверждение программы государственной поддержки местного самоуправления;
- утверждение заключения и расторжения договоров Рязанской области;
- заслушивание ежегодного отчета Губернатора Рязанской области о результатах деятельности Правительства Рязанской области, в том числе по вопросам, поставленным Рязанской областной Думой;
- участие в формировании Избирательной комиссии Рязанской области путем назначения половины членов комиссии в соответствии с действующим федеральным и областным законодательством;
- образование органа внешнего государственного финансового контроля — Контрольно-счетной палаты Рязанской области в соответствии с федеральным законодательством и законом Рязанской области;
- назначение на должность и освобождение от должности председателя, заместителя председателя и аудиторов Контрольно-счетной палаты Рязанской области;
- назначение представителей общественности в квалификационную коллегию судей Рязанской области в соответствии с федеральными законами, законом Рязанской области;
- назначение мировых судей в соответствии с действующим законодательством;
- назначение на должность и освобождение от должности Уполномоченного по правам человека в Рязанской области и Уполномоченного по правам ребенка в Рязанской области;
- установление административно-территориального устройства Рязанской области и порядка его изменения;
- утверждение региональных программ по вопросам использования и охраны земель, находящихся в границах Рязанской области, по вопросам природопользования и экологии, установление на основе федерального законодательства порядка использования и охраны иных природных ресурсов и объектов культурного наследия;
- образование согласительных комиссий по разрешению разногласий между Рязанской областной Думой и Губернатором Рязанской области;
- установление ответственности за нарушение законов Рязанской области;
- осуществление права законодательной инициативы в Федеральном Собрании Российской Федерации;
- принятие решения об обращении к Президенту Российской Федерации, в Конституционный Суд Российской Федерации, иные суды Российской Федерации в соответствии с Конституцией Российской Федерации и федеральными законами;
- учреждение наград и премий Рязанской области, установление условий и порядка их присвоения;
- наделение полномочиями члена Совета Федерации Федерального Собрания Российской Федерации — представителя от Рязанской областной Думы в соответствии с федеральным законом;
- осуществление иных полномочий, установленных Конституцией Российской Федерации, федеральными законами, настоящим Уставом (Основным Законом) и законами Рязанской области.